# Pyura doppelgangera
Pyura doppelgangera is een zakpijpensoort uit de familie van de Pyuridae. De wetenschappelijke naam van de soort werd voor het eerst geldig gepubliceerd in 2013 door Rius en Teske.